# Georg Lassen
Georg Lassen (* 12. Mai 1915 in Berlin-Steglitz; † 18. Januar 2012 in Calvià, Mallorca) war ein deutscher Marineoffizier, der im Zweiten Weltkrieg, zuletzt als Korvettenkapitän sowie als U-Boot-Kommandant tätig war.

## Leben
Georg Lassen trat am 25. September 1935 in die Kriegsmarine ein. Nach seiner Ernennung zum Oberleutnant zur See diente er als I. Wachoffizier auf U 29 unter Kapitänleutnant Otto Schuhart. Lassen war maßgeblich an der Versenkung von 13 Schiffen, die sich auf etwa 80.000 BRT beliefen, durch dieses Boot beteiligt, wozu beispielsweise der britische Flugzeugträger Courageous gehörte. Von September bis Januar 1941 befehligte er das Boot als Kommandant, unternahm jedoch keine Feindfahrten, da er vier Monate zur Ausbildung der Crew benötigte. Am 16. Oktober des Jahres 1941 trat er den Dienst als Kommandant von U 160 an. Mit diesem Boot unternahm er insgesamt vier Feindfahrten. Auf der ersten Feindfahrt im März 1942 versenkte er sechs Schiffe mit 43.560 BRT. Am 10. August erhielt er das Ritterkreuz des Eisernen Kreuzes. Am 1. September wurde er zum Kapitänleutnant befördert. Auf seiner letzten Feindfahrt im März 1943 versenkte er in der Nacht vom 3. zum 4. März innerhalb von weniger als fünf Stunden fünf Schiffe (23.092 BRT) des Geleitzuges DN 21 vor Durban. Am 9. März wurde er per Funkmitteilung darüber unterrichtet, dass ihm das Eichenlaub zum Ritterkreuz des Eisernen Kreuzes verliehen wurde.
Am 14. Juni 1943 gab er das Kommando ab und leitete fortan als Taktiklehrer die Offizierskompanie der 1. U-Lehrdivision in Pillau, wo zukünftige Kommandanten ausgebildet wurden. Am 1. April 1945 wurde er zum Korvettenkapitän befördert.
Insgesamt gehört er durch das Versenken von Schiffen mit insgesamt 156.082 Bruttoregistertonnen zu den zehn erfolgreichsten U-Boot-Kommandanten des Zweiten Weltkriegs.
Lassen wurde nach dem Krieg Kaufmann und war später als Prokurist für ein großes Unternehmen tätig. Bei einem Verkehrsunfall verlor er einen Arm. Seine Ehefrau verstarb nach 55 Jahre Ehe. Er zog später in ein Seniorenheim auf Mallorca, wo er am 18. Januar 2012 im Alter von 96 Jahren verstarb.

## Auszeichnungen
- Eisernes Kreuz (1939) II. Klasse am 26. September 1939
- Eisernes Kreuz (1939) I. Klasse am 18. Juli 1940
- U-Boot-Kriegsabzeichen (1939) am 18. Juli 1940
- Ritterkreuz des Eisernen Kreuzes mit Eichenlaub[3]
  - Ritterkreuz am 10. August 1942
  - Eichenlaub am 7. März 1943 (208. Verleihung)